# موتور حبیب کرم زهی
موتور حبیب کرم زهی یک منطقهٔ مسکونی در ایران است که در دهستان بزمان واقع شده‌است.